# Lycenchelys verrillii
Lycenchelys verrillii är en fiskart som först beskrevs av Goode och Bean, 1877.  Lycenchelys verrillii ingår i släktet Lycenchelys och familjen tånglakefiskar. Inga underarter finns listade i Catalogue of Life.